# Gryssebo (naturreservat)
Gryssebo är ett naturreservat i Högsby kommun i Kalmar län.
Området är naturskyddat sedan 2007 och är 100 hektar stort. Reservatet omfattar den mark som utgjort utmark till byn Gryssebo. Det består av ädellövskog, betesmarker, barrskogar, kärr och mossar.